# Kisai (Saitama)
Kisai (jap. 騎西町, -machi) war eine Stadt auf der japanischen Hauptinsel Honshū im Landkreis Kitasaitama in der Präfektur Saitama. Am 23. März 2010 vereinigte sie sich mit Ōtone und Kitakawabe zur Gemeinde Kazo.

## Verkehr
- Straße:
  - Nationalstraße 122, nach Tōkyō oder Nikkō

## Söhne und Töchter der Stadt
- Yutaka Taniyama (Mathematiker)
- Kōno Seizō (Präsident der Kokugakuin-Universität)